# Iglesia de San Agustín (Fuente Álamo de Murcia)
La Iglesia Arciprestal de San Agustín es un templo católico español situado en la localidad de Fuente Álamo de Murcia, en la Región de Murcia. Se trata de un edificio de factura mayoritariamente barroca y neoclásica, que sin embargo, comenzó a construirse en el siglo XVI, aunque sus más importantes modificaciones se llevaron a cabo en el siglo XVIII. Ha sido declarada Patrimonio Histórico y actualmente se está tramitando el expediente para ser declarada, Bien de Interés Cultural (B.I.C.).

## Historia
El 26 de octubre de 1545 acordó el Concejo de Lorca pedir permiso al Dean Sebastián Clavijo para construir una iglesia en la "Villa de Nubla". No se demoraría mucho su construcción ya que en 1559 la ciudad de Murcia fue asolada por una epidemia de peste y el Concejo de Murcia celebró en ella, al menos, un Cabildo. En 1567 en el segundo sínodo de la Diócesis tras el Concilio de Trento encontramos la presencia "del cura de la yglia parrochial de la fuente el álamo" y al sínodo de 1569 entre los convocados está el cura de Fuente Álamo, Benito García.
En la "Verdadera relación de las pilas que hay en este nuestro Obispado de Cartagena y de los parroquianos que tiene cada pila en 1587" nombra el templo de Fuente Álamo con pila y anexo a Lorca. No disfrutaba de beneficios y llevaba los diezmos del granero eclesiástico a Lorca.
En 1582 alcanzó la categoría de parroquia y se consagró a San Agustín de Hipona que fue nombrado Patrón de Fuente Álamo. Por tanto, fue la primera parroquia del Campo de Cartagena -Mar Menor, siguiéndole Torre Pacheco en 1603, Pozo Estrecho, La Palma y Alumbres en 1669 y San Javier en 1698. Al ascender de ermita a parroquia surgió la obligación de dotarla de los medios necesarios para la dignidad del culto y, por tanto, de utilizar el lenguaje de la arquitectura para adaptarla a las nuevas funciones.
Ricos hacendados, los mismos que eran capaces de enfrentarse a un largo y costoso proceso de independencia de la Villa, ejercían el patronazgo y mantenimiento de capillas en la parroquia. Pedro Miralles, (alcalde pedáneo en 1644), era patrono de la capilla de los Miralles.
En 1736 fray Antonio San José y Toribio Martínez de la Vega elaboraron para el Cardenal Belluga un informe en el que al comprobar el estado de ruina del templo, aconsejaban su demolición. Incluso elaboraron las trazas del nuevo templo siguiendo las pautas del barroco murciano. Aunque no sabemos realmente el alcance de las obras, a partir de esta fecha el edificio sufrió una severa reconstrucción quedando configurado tal y como hoy lo conocemos. Dicha reconstrucción culminó con la portada en 1783.

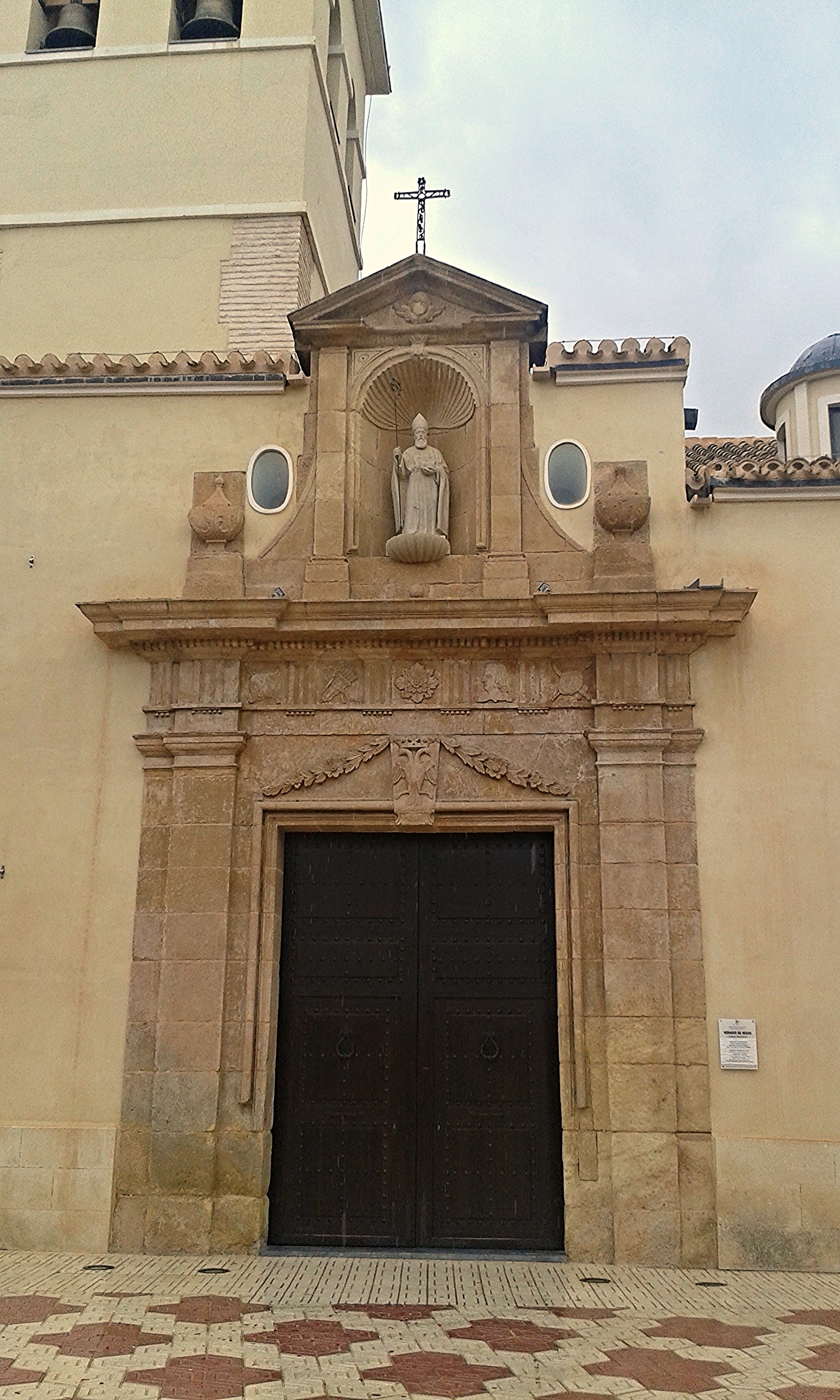
Portada de sillería

Según relato del Obispo José Ximénez en 1818 dice: En la Iglesia parroquial de la villa denominada Fuente Álamo, dedicada a San Agustín, el párroco goza de una dotación de 700 ducados anuales procedentes de las primicias y de otros provechos. La fábrica dispone de 200 ducados, está equipada con los ornamentos necesarios para los divinos ministerios. Dependen de esta iglesia 10 ermitas. En esta parroquia hay asignados 6 presbíteros que viven en el campo con el fin de celebrar la misa en las ermitas para comodidad de los fieles que viven lejos de la iglesia parroquial. Una única cofradía hay erigida, la de las Animas benditas que padecen en el purgatorio dotada con 150 ducados anuales que completa con limosnas de los fieles.
Durante el primer cuarto del siglo XIX permaneció abandonada varios años. Las aguas estancadas en la rambla provocaron epidemias que asolaron la población. Las muertes y la huida a las aldeas del campo convirtieron la población en una sucesión de escombros. 
El 14 de noviembre de 1844 el cura D. Martín Landete comunica al Ayuntamiento la urgente necesidad del arreglo de la torre y la iglesia y el Concejo nombra maestro de obras a Gines de Vera. Las obras son dirigidas por el arquitecto D. José Polo. La Junta de Propios nombraba un regidor por semana para el control de las cuentas.
Según relato del Obispo Mariano Barrio en 1851 dice: El templo de esta parroquia dedicado a San Agustín, no carece de firmeza ni de gusto y está provisto de los ornamentos y el ajuar adecuados para el culto divino. Todos los fieles son campesinos y en la jurisdicción de la parroquia existen 10 ermitas. No en todas se celebra el sacrificio de la misa a causa de la escasez de sacerdotes y de la extrema pobreza de los fieles, a cargo de los cuales corre la conservación de las ermitas y la remuneración de los sacerdotes, pues no hay dotación para ermitas. La iglesia parroquial tiene una dotación de 2900 reales. El párroco es de 2º ascenso y tiene un coadjuntor. Al servicio de esta iglesia solo hay asignado un presbítero regular exclaustrado.
Otra restauración importante comenzó en 1913 por sufrir desperfectos los arcos del crucero por la filtración de aguas que discurrían encauzadas por debajo del templo hacia la rambla. El cura D. Basilio Lafuente inició el oportuno expediente solicitando la ayuda del estado pero fue denegada. Las obras, como todas las restauraciones que ha sufrido el templo a lo largo de su historia, se llevaron a cabo gracias al dinero de la suscripción popular y los donativos. Durante las obras, el culto se llevó a cabo en la capilla del Rosario volviendo a celebrarse en el altar mayor el 4 de abril de 1914.
Con motivo de la guerra civil española, la noche del 26 de julio de 1936 fueros quemadas todas las imágenes, retablos y mobiliario. También fue quemado el importante Archivo Parroquial y la colección de palios y tapices.
Entre las imágenes que fueron pasto de las llamas estaba la imagen del Patrón San Agustín obra del insigne Francisco Salzillo, la de San Cayetano de Roque López y La Verónica (figura de vestir) y La Magdalena del siglo XVII que la parroquia compró a la Cofradía de Jesús de Murcia en 1756 cuando esta adquirió la famosa Dolorosa de Salzillo.
Durante la Guerra Civil fue utilizada por el ejército republicano como almacén, como cárcel y la torre como puesto de vigilancia de las baterías antiaéreas de la costa cartagenera.
Este templo fue también protagonista de la mayor tragedia naval de la guerra civil española. El barco nacional Castillo Olite fue hundido el 7 de marzo de 1939 en el puerto de Cartagena muriendo 1477 personas. Los 293 supervivientes ilesos fueron hechos prisioneros e internados en esta iglesia. El 29 de marzo fueron liberados y dirigidos por el Comandante Fernando López Canti se trasladan a Cartagena donde este asume el mando de la ciudad y de la base naval republicana. 
Por su comportamiento ejemplar hacia los prisioneros, en 1966 el Consejo de Ministros concede a Fuente Álamo de Murcia el título de Muy Noble y Muy Leal.
En 1963 con las donaciones de los vecinos, se levantó el segundo cuerpo de la torre y el ayuntamiento colocó un reloj de cuatro esferas. Era párroco de esta iglesia D. Pedro Azuar Guardiola.
Entre el 11 de marzo de 2007 y el 26 de octubre de 2008 se realizó una restauración integral del templo bajo la dirección del arquitecto D. Juan de Dios de la Hoz. Se reforzó la estructura del edificio, se cambió el suelo y tejado. También se descubrieron las linternas de las cúpulas en las capillas laterales y se recuperó la pintura del interior del templo del siglo XVIII y recuperado el batisterio en su lugar original. 
Tiene su sede en esta iglesia la Hermandad de la Virgen del Rosario erigida canónicamente en 1716.

## Descripción del edificio
La estructura del edificio sigue las líneas del barroco murciano diferenciándose de muchas iglesias de la época en su decoración más austera. El edificio ha sido restaurado recuperando las pinturas con motivos geométricos en color azul de la nave central y el camarín del Patrón.
Es un edificio de planta en cruz latina y dimensiones considerables. Tiene una nave central de mayor altura cubierta con bóveda de lunetos y capillas laterales con cúpulas sobre pechinas que hasta el siglo XIX estaban cerradas y hoy simulan naves laterales.
Entre la nave central y las capillas laterales aparecen unos arbotantes de poca altura. Entre estos arcos se abren unos óculos para iluminar el interior.
Altar mayor

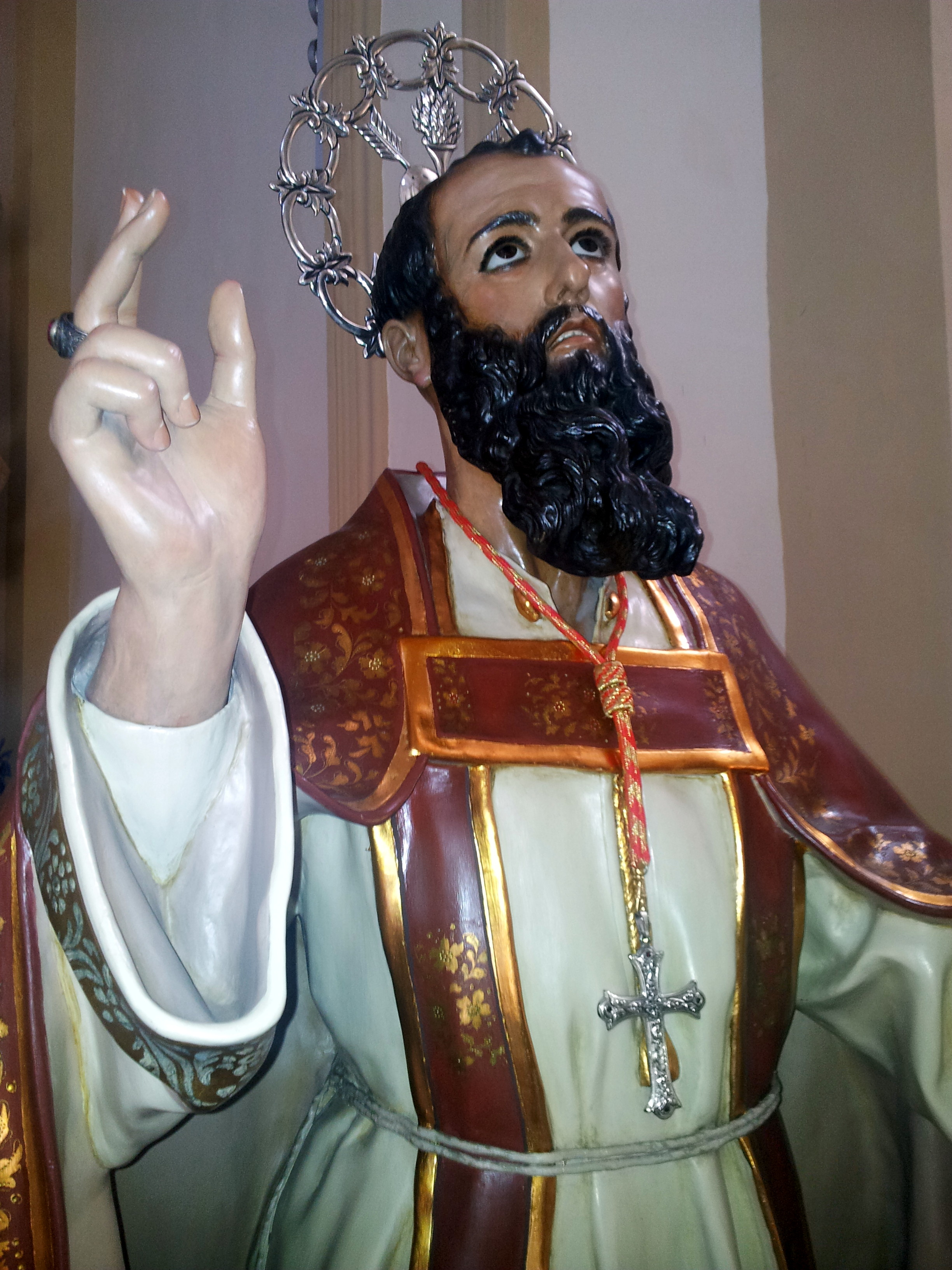
San Agustín (J. Sánchez Lozano). Patrón de Fuente Álamo de Murcia

El Altar Mayor es de estilo neoclásico. Situado en el presbiterio, en su cuerpo central presenta el camarín del Patrón de planta octogonal y pinturas murales alegóricas al santo Agustino realizadas en el siglo XIX por el pintor Antonio Caballero. Estas pinturas, ocultas bajo capas de pintura después de la Guerra Civil, fueron recuperadas en 2008. 
San Agustín (1940) obra del escultor José Sánchez Lozano que está realizada en madera policromada y enlienzada. La imagen luce a diario con mitra y para la solemnidad del 28 de agosto lleva diadema, obra del platero Santos Senac, considerado el último gran orfebre murciano.
También se encuentran en el altar mayor Santa Mónica (2008) y San Ambrosio de Milán (2008) ambas de Francisco Liza.
En el crucero a ambos lados del altar mayor hay dos cuadros, La divina misericordia y La procesión del Encuentro, realizados por el pintor Jorge García Aznar en 2010. 
Nave de la epístola
Desde la entrada a los pies del templo se van encontrando:
- Virgen del Carmen (Talleres de Olot)

- Santa Rita (Talleres de Olot)

- Inmaculada Concepción en el brazo del crucero.

- Capilla del Santísimo Sacramento junto al altar.

Nave central
A los pies de la nave central sobre un arco de medio punto rebajado se encuentra el coro con baranda de madera y bajo este se encuentra la entrada al baptisterio, que coincide con la planta de la torre y un cuadro de la Virgen del Carmen de Julián Calvo.
Nave del evangelio
- Cristo de la Misericordia (Talleres de Olot)

- La imposición de la casulla a San Ildefonso, cuadro de estilo barroco y autor anónimo donado en 1677 por D. Alonso Hernández de Santo Domingo, Capitán del ejército y Regidor de Cartagena. Este cuadro procede de la primera ermita que hubo en Cuevas de Reyllo, construida en 1662.

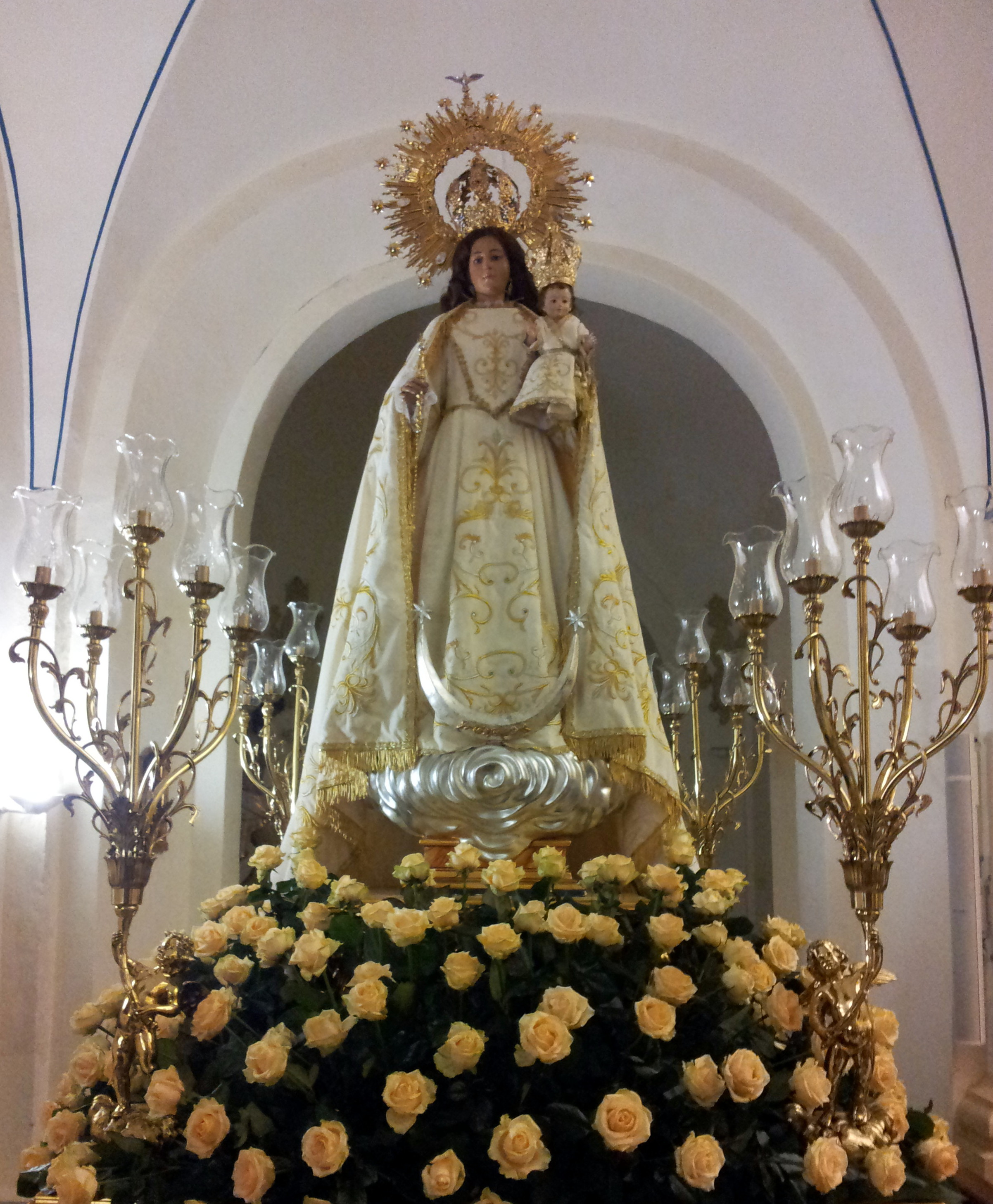
Virgen del Santo Rosario Coronada (J. Sánchez Lozano)

- Nuestra Señora del Rosario Coronada (1940), Patrona de Fuente Álamo de Murcia, realizada por José Sánchez Lozano. La actual imagen fue donada por la Hermandad de la Virgen del Rosario tras la guerra civil, Coronada Canónicamente el 4 de junio de 1961 y nombrada alcaldesa perpetua de Fuente Álamo el 6 de octubre de 2021. El orfebre murciano José Segura fue el autor de la corona de plata dorada.

Se encuentra en la capilla del Rosario. Esta capilla tiene planta de cruz griega y el camarín donde se encuentra la imagen es octogonal con yeserías ornamentadas en color dorado y retablo diseñado por David Torres del Alcázar. En las pechinas del crucero hay cuatro cuadros de Jorge García Aznar con escenas del Rosario.
En su cripta subterránea eran enterrados los personajes más influyentes de épocas pasadas en la Villa como la Marquesa de Camachos. 
Actualmente esta cripta ha sido restaurada y en ella se han depositado en cajas de plomo los restos óseos exhumados en el patio de la iglesia, en la nave central y en la cripta del crucero, en la que se enterraban algunos de los cofrades de la Orden Franciscana ligada al Convento de San Bernardino de esta localidad.
En esta capilla se encuentra también el Cristo de Medinaceli de Francisco Liza. 
- San José.

- Nuestro Padre Jesús Nazareno (1963) de José Sánchez Lozano. Es una imagen de madera policromada de vestir reconstruida a partir de la cabeza del Cristo de la Columna del siglo XVII que se rescató de entre las imágenes destruidas en la Guerra Civil.

- Virgen Dolorosa (1940) de Sánchez Lozano y restaurada por Francisco Liza en 2005.

- Sagrado Corazón de Jesús en el brazo del crucero y junto a ella se encuentra la Sacristía.

Exterior

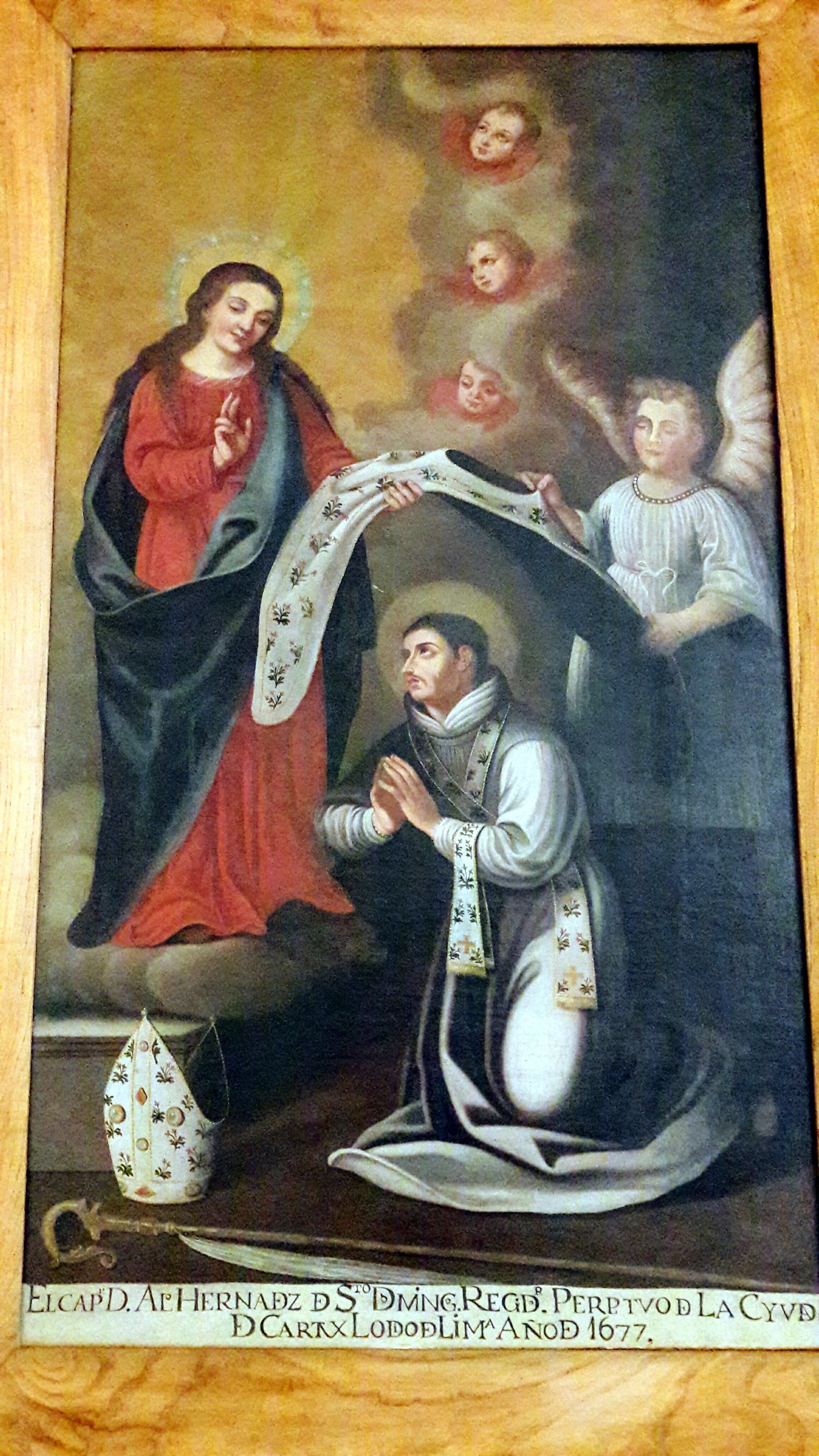
Imposición de la casulla a San Ildefonso

La portada situada en el lateral del edificio es de estilo barroco, fabricada con sillería caliza en 1783. Con una metopa superior decorada con un rosetón, un carcaj, dos escudos y la imagen de Carlos II. Se corona la puerta con un águila bicéfala que representa la Casa de los Habsburgo. A modo de segundo cuerpo se abre una hornacina con frontón triangular con el santo patrón San Agustín. Esta puerta sustituyó a la primitiva que probablemente estaba a los pies de la nave central aunque no se ha podido localizar.
La cubierta de la nave central es a dos aguas, mientras que la cúpula del crucero no es la usual semiesfera sino una planta cuadrada con cuatro aguas. Las cúpulas de las capillas laterales van formando tejados a cuatro aguas con linterna y tambor.
La torre está insertada a los pies del edificio, detrás de la portada. El primer cuerpo de la torre de planta cuadrada se realizó en 1621, quedando la efeméride señalada por una lápida: Esta torre se empezó y acabó con la limosna de este lugar el año 1.621 siendo Mayordomo de esta Iglesia Pedro López Abarca. 
En 1963 se realizó el segundo cuerpo de la torre-campanario de planta octogonal en la que se encuentra el reloj a cuatro caras. 
En la torre hay instaladas 20 campanas, destacando la de San Agustín de 800 kg y Santa Mónica de 675 kg realizada en 1993 y la de la Virgen del Rosario de 1875.